# Вера Венедикова
Вера Тодорова Димитрова, по мъж Венедикова, е българска историчка и етнографка.

## Биография
Родена е на 27 юли 1916 година в Скопие. През 1938 година завършва Историко-филологическия факултет на университета в Скопие. От 1940 г. е асистентка по етнография в университет в Скопие, а през 1941 – 1944 г. – асистентка в музея в Скопие. От 1945 до 1949 година е асистентка в Народния етнографски музей в София, а в периода 1949 – 1967 г. – научен сътрудник в Етнографския институт с музей при БАН. Занимава се с история на традиционни текстилни занаяти: тъкачеството, мутафчийството. Съпруга е на археолога Иван Венедиков и майка на историчката Катерина Венедикова. Умира през 1999 година в София.